# Legan (Kwajalein)
Legan (auch: Amboirok Island, Amboo To, Ambō-tō, Anboo To) ist eine Insel des Kwajalein-Atolls in der Ralik-Kette im ozeanischen Staat der Marshallinseln (RMI).

## Geographie
Das  Motu liegt im südlichen Saum des Atolls, welcher dort nach Norden zieht. Die nächste Insel im Süden ist Mann. Die Insel selbst liegt zwischen dem South Ambo Channel und dem Ambo Channel beim Ambo Reef. Weiter nördlich liegt die Insel Eller.

## Klima
Das Klima ist tropisch heiß, wird jedoch von ständig wehenden Winden gemäßigt. Ebenso wie die anderen Orte der Kwajalein-Gruppe wird Legan gelegentlich von Zyklonen heimgesucht.